# Prionodon (Plantae)
Prionodon, rod mahovnjača smješten u vlastitu porodicu Prionodontaceae, dio reda Hypnales.